# Puerto Balleto
Puerto Balleto è una località messicana dello stato del Nayarit, nel comune di San Blas. Fa parte della famosa Riviera Nayarit ed è una delle località turistiche del Nayarit, che forma un agglomerato urbano con la località di San Blas.

## Luoghi di interesse
Il centro di Cadereyta de Montes dal 2011 fa parte del programma Pueblos Mágicos.